# Isotipo (diseño)

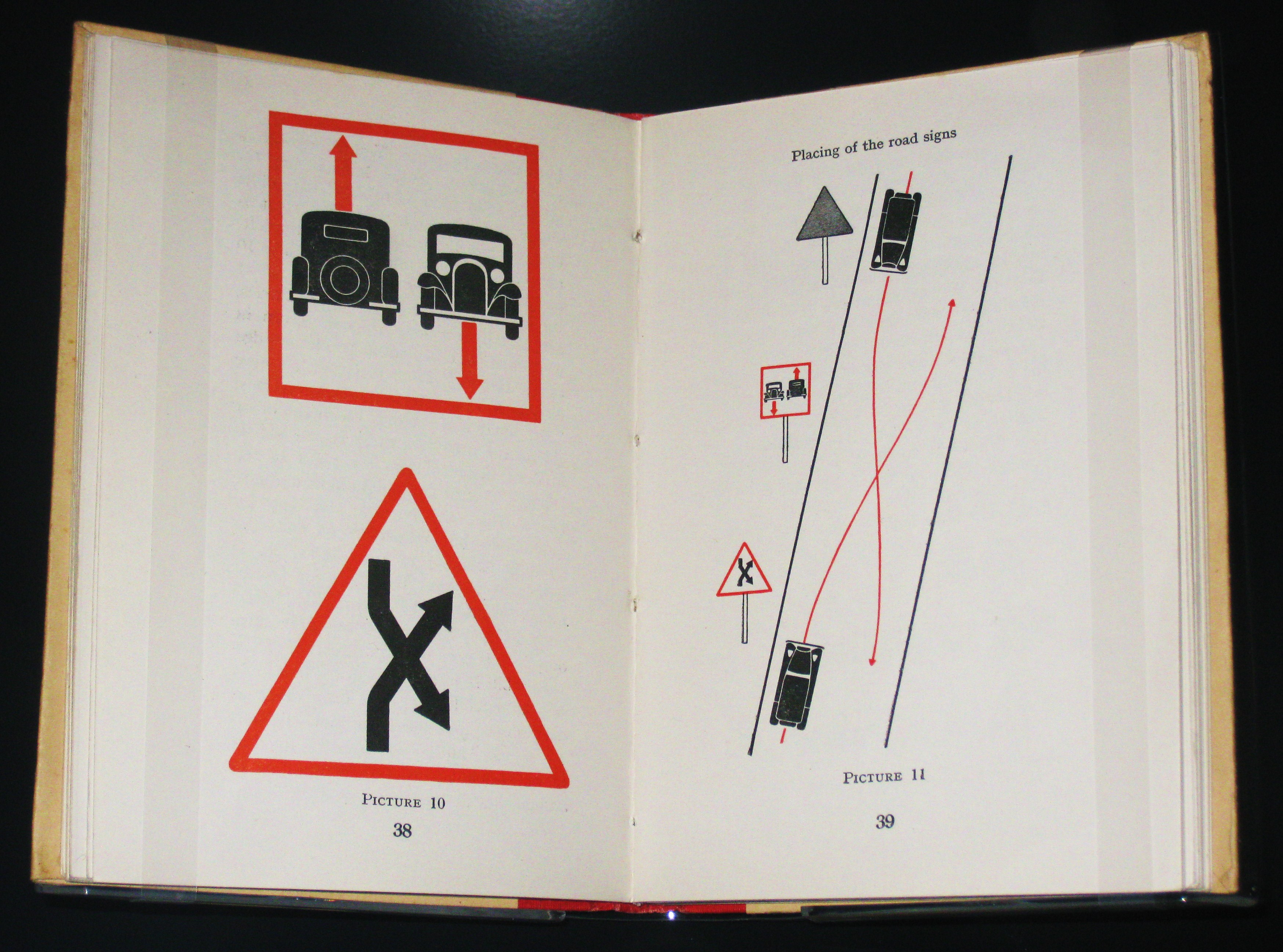
Páginas del libro de Neurath International picture language, 1936 (Lenguaje Pictórico Internacional).

Isotipo, también conocido como símbolo (símbolo gráfico), en diseño gráfico es un elemento usado para identificar una marca, sea de una organización, de un producto, de un evento, de una campaña de comunicación o de una consigna ideológica. Es un signo gráfico que no incluye el nombre de la entidad identificada. El nombre isotipo deriva de una traducción incorrecta de la sigla en inglés ISOTYPE (International System of TYpographic Picture Education), que es el nombre con el que el sociólogo Otto Neurath y el ilustrador Gerd Arntz denominaron a su proyecto previamente llamado Wiener Methode der Bildstatistik (Método Vienés de Estadísticas con Imágenes) desarrollado en el Museo Social y Económico de Viena entre 1925 y 1934. Aquel proyecto buscaba una forma de comunicar visualmente de manera sencilla. Aunque la sigla proviene del inglés, en ese idioma no se usa la palabra isotype para referirse a este elemento marcario.
El isotipo puede ser un elemento muy importante en el diseño de identificación visual. Prácticamente todas las marcas tienen un logotipo, algunas tienen un logotipo y un isotipo y muy pocas logran identificarse únicamente con un isotipo. Cuando una marca gráfica incluye un isotipo, es conveniente que se lo considere como el elemento identificador principal, por encima del logotipo.  
Una vez definidos los signos marcarios en un proyecto de identidad corporativa, estos se aplican en papelería, vehículos, merchandising, y todo tipo de mensajes emitidos por la marca, pudiendo cumplir diferentes funciones. Los isotipos pueden ser figurativos, pueden estar compuestos por caracteres tipográficos o pueden ser abstractos. Lo que define a un isotipo de otros elementos marcarios es su función simbólica, más allá de cuáles sean los significados de sus formas y colores.

## Historia

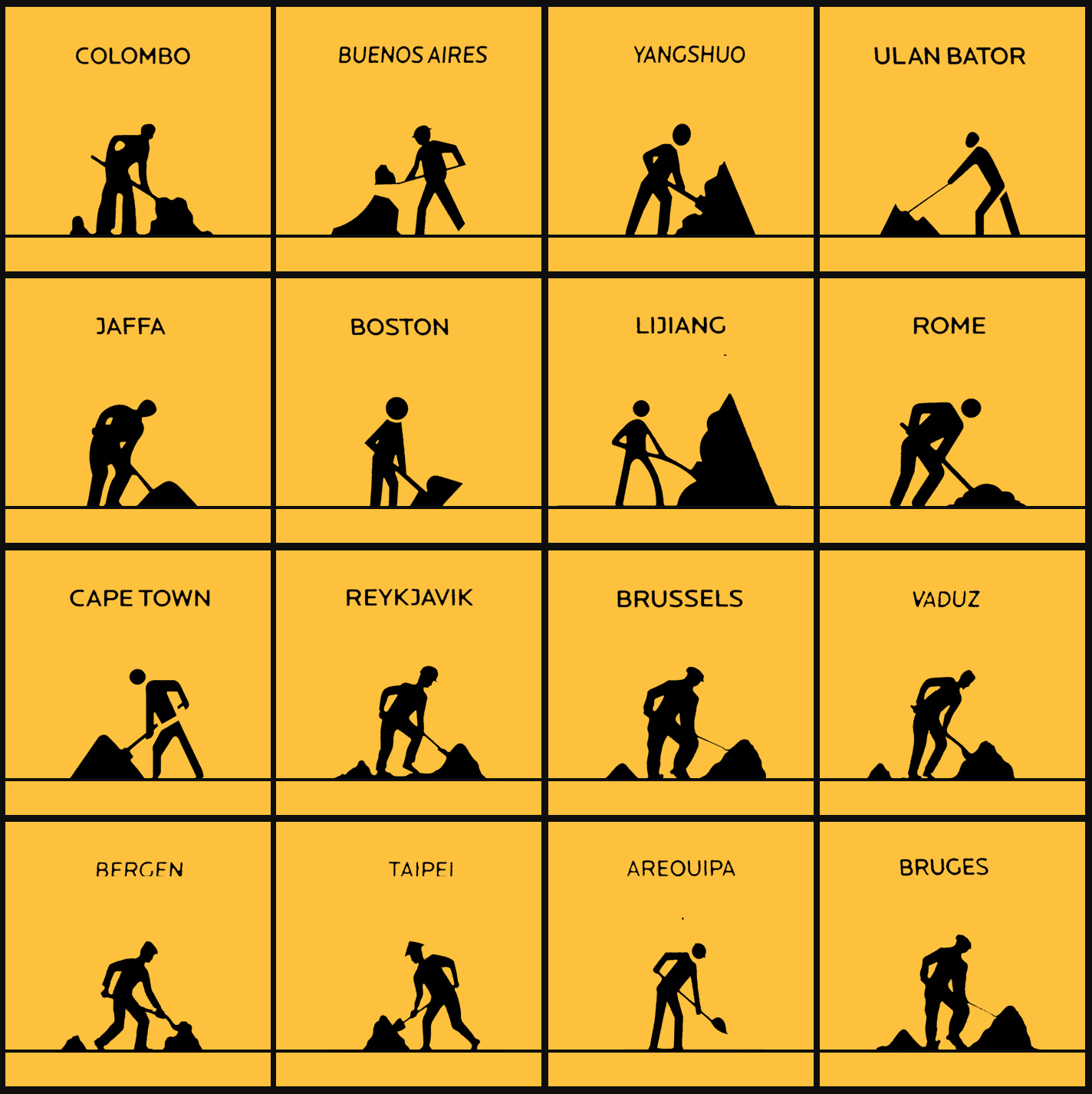
Isotipos para trabajos viarios en ciudades de diferentes países

En 1924, el sociólogo y educador Otto Neurath y el ilustrador Gerd Arntz, desarrollaron el sistema ISOTYPE (“International System of Typographic Picture Education”) con el objetivo de comunicar información a través de un sencillo medio no verbal. ISOTYPE se caracterizaban por utilizar signos gráficos por medio de los cuales se transmitía visualmente conocimiento empleando poco lenguaje escrito, favorecía su uso internacional y mutilingüe. El fin de sus creadores era socializar la información y hacerla accesible a los sectores más amplios de la sociedad, sin distinción de clases, nacionalidad ni idioma. En ese sentido, fue determinante la perspectiva socialista con la que ambos ideólogos partieron.
Pese a que Neurath tenía la intención de que el ISOTYPE se empleara para fines educativos, acabó teniendo más impacto en la evolución del diseño gráfico e influyó más notablemente el campo de la infografía y la información visual, disciplinas que se encontraban en plena evolución en aquella época. 
El proyecto denominado con aquella sigla no tenía nada que ver con la identificación de marcas, por lo que resulta intrigante que la traducción errónea de esa sigla se haya convertido en un término de jerga profesional en castellano, que denomina algo totalmente diferente de su significado original. No se sabe quién hizo esta traducción incorrecta e innecesaria, debido a que en castellano contamos con la denominación "símbolo marcario" para referir a este tipo de identificador marcario. 
Es común que se confunda a un isotipo con un logotipo. Esto es incorrecto ya que por su origen los isotipos no incluyen la denominación de la marca, a diferencia de los logotipos.

## Convenciones de formato y ejemplificaciones

El isotipo es el elemento fundamental de un proyecto de diseño de identificación visual. Puede o no incluir referencias simbólicas de la entidad identificada.
En un ejemplo, tomando la marca de cigarrillos Marlboro.
- El escudo de Philip Morris es el isotipo de Philips Morris (el fabricante).
- El logotipo es la palabra escrita Marlboro, con su tipografía, color e interletraje original real.
- La figura roja que ocupa la parte superior del envase (la M estilizada roja) es el isotipo de Marlboro.
- El tamaño y ubicación de cada elemento corresponde a las normas de ubicación espacial.

Estos cuatro elementos juntos, además de la regularización del color y la textura, constituyen la marca corporativa de Marlboro. Un caso atípico porque incluye un signo marcario de otra entidad, el fabricante, que oficia como respaldo de la marca.

## El ejemplo de Nike

El isotipo de Nike denominado "swoosh" fue creado por la estudiante de diseño Carolyn Davidson en 1971, por el cual recibió 35 dólares de la época, inspirado en un ala de la diosa griega de la victoria, Niké, además de tener alas Victoria (en mitología romana), era símbolo de buena suerte y se decía que tenía gran velocidad, que es lo que refleja Nike con sus productos de deportes.
En 1983 recibió de la empresa un anillo de diamantes con el símbolo de Nike y 500 acciones de la compañía.